# Chris Klein
Frederick Christopher Klein (Hinsdale (Illinois), 14 de março de 1979) é um ator norte-americano. Mais conhecido por interpretar Chris "Oz" Ostreicher, o jogador de lacrosse em American Pie e Cicada em The Flash (5° Temporada).

## Filmografia
- 1999 - Election (Eleição para presidente)
- 1999 - American Pie (American Pie - A Primeira Vez é Inesquecível)
- 2000 - Here on Earth (Seu Amor, Meu Destino)
- 2001 - Say It Isn't So (Diga Que Não É Verdade)
- 2001 - American Pie 2 (American Pie - A 2ª Vez é Ainda Melhor)
- 2002 - Rollerball (Rollerball)
- 2002 - We Were Soldiers (Fomos Heróis)
- 2003 - The United States of Leland (O Mundo de Leland)
- 2005 - Just Friends (Apenas Amigos)
- 2005 - Tilt-A-Whirl
- 2005 - The Long Weekend (Quase Virgem)
- 2006 - American Dreamz (Tudo pela Fama)
- 2006 - Lenexa, 1 Mile
- 2007 - The Good Life
- 2007 - Day Zero
- 2007 - New York City Serenade
- 2009 - Street Fighter: The Legend Of Chun-Li (Street Fighter: A Lenda de Chun-Li)
- 2012 - American Reunion (American Pie: O Reencontro)